# Miconia acalephoides
Miconia acalephoides är en tvåhjärtbladig växtart som beskrevs av Charles Victor Naudin. Miconia acalephoides ingår i släktet Miconia och familjen Melastomataceae.
Artens utbredningsområde är Colombia. Inga underarter finns listade i Catalogue of Life.